# Julesburg
Julesburg és una població dels Estats Units, seu del comtat de Sedgwick, a l'estat de Colorado. Segons el cens del 2000 tenia 1.467 habitants.

## Demografia
Segons el cens del 2000, Julesburg tenia 1.467 habitants, 613 habitatges, i 407 famílies. La densitat de població era de 449,5 habitants per km².
Dels 613 habitatges en un 28,2% hi vivien nens de menys de 18 anys, en un 54,8% hi vivien parelles casades, en un 7,3% dones solteres, i en un 33,6% no eren unitats familiars. En el 31,2% dels habitatges hi vivien persones soles el 14,2% de les quals corresponia a persones de 65 anys o més que vivien soles. El nombre mitjà de persones vivint en cada habitatge era de 2,3 i el nombre mitjà de persones que vivien en cada família era de 2,86.
Per edats la població es repartia de la següent manera: un 23,4% tenia menys de 18 anys, un 7,2% entre 18 i 24, un 23,9% entre 25 i 44, un 21,2% de 45 a 60 i un 24,4% 65 anys o més.
L'edat mediana era de 42 anys. Per cada 100 dones de 18 o més anys hi havia 90,5 homes.
La renda mediana per habitatge era de 28.207 $ i la renda mediana per família de 34.500 $. Els homes tenien una renda mediana de 27.337 $ mentre que les dones 17.125 $. La renda per capita de la població era de 14.913 $. Entorn del 8,1% de les famílies i el 10,2% de la població estaven per davall del llindar de pobresa.

## Poblacions més properes
El següent diagrama mostra les poblacions més properes.